# Блебя
Блебя (рум. Blebea) — село у повіті Нямц в Румунії. Адміністративно підпорядковане місту Тиргу-Нямц.
Село розташоване на відстані 307 км на північ від Бухареста, 30 км на північ від П'ятра-Нямца, 89 км на захід від Ясс.

## Населення
За даними перепису населення 2002 року у селі проживали 733 особи, усі — румуни. Усі жителі села рідною мовою назвали румунську.